# 福建西山学校
福建西山学校，或称福建西山文武学校、福清西山学校，是西山教育集团旗下的一所民办综合性学校，位于中华人民共和国福建省福州市福清市，设有幼儿园、小学、初中、高中、职业技术学校五个教学管理区。学校创立于1994年6月。2024年时，校园占地面积806亩，在校学生近8000人、教职员900多人，校长为张文彬。学校以武术为特色。

## 校史
1994年6月，曾获1986年河南国际武术散打擂台赛冠军的张文彬在福建福清成立“西山武术学校”。办学之初，他租用部队闲置石砌营房作为校舍，学校仅有学生20人、教职工5人，学生以习武为主。经过三年发展，学校规模达到800多人。1997年，更名“西山文武学校”。为进一步扩大规模，学校征下营区周边的浮山村山坡地29.23亩:56，建设小学部8593平方米的教学楼、7502平方米的学生宿舍楼、总计6600平方米的三大学生餐厅、1910平方米的办公行政大楼，及1540平方米的露天游泳池:44。新校区建成後，学校总面积在原老营房基础上扩大了几倍:44。
1999年，学校在浮山村再度征下132.15亩土地。随后建起的有2657平方米的幼儿园、8790平方米的小学部教学楼、第14栋至19栋共10540平方米的小学生宿舍楼、第26栋至29栋共13087平方米的中学生宿舍楼；此外还有总计5585平方米的第三、四两大千人食堂，以及4150平方米的西山图书馆，和3100平方米的家长宾馆:58。2003年，张文彬决定在西山推行分层次教学，办特长班，把工作重心转移到文化教学上。学校亦正式更名为“福建西山学校”，另开设福清西山职业技术学校。为建设学校，学校向西山村征用土地78.76亩，建起高7层、总计为16350平方米的初中部教学楼，7700平方米的第30、31两栋教师教练宿舍楼及9186平方米的第32栋学生宿舍楼:146。2004年，学校征用82.57亩土地，建起了18986平方米的高中部教学楼、6839平方米的高中部学生食堂、23220平方米的高中部学生宿舍楼、1853平方米的图书馆，以及6500平方米的塑胶运动场:192。
2016年，中國首控集團董事會宣布，以人民幣3.5億元收购控制福建西山學校58.3%的股權。2022年，首控集團公布，由于內地对外商投資学前至高中教育事业的限制，集團已失去西山學校的控制及營運權。

## 管理
福建西山学校实行“教管结合双班主任制”，正班主任通常由主课老师担任，副班主任由体育老师担任。前者主要负责教育教学、学生学习，後者负责学生德育、生活的关怀与帮助。学校实行準军事化、封闭式管理，学生的生活、学习、活动都在校内进行。宿舍实行统一管理，由副班主任、保卫人员和各公寓楼值班人员24小时值班。饮食管理方面，学校会根据学生不同年龄段的成长需求，制订不同的食谱，并定期提供时令水果。校内设有医务室，定期对学生进行体检。

## 相关事件
2016年9月7日，一名15岁的莆田少年在福建西山学校内死亡。有当地网友留言称，男孩的死因可能是哮喘，他在军训时因身体不适向教练请假，却未获批。微信公众号“莆田大鱼网”称家属事发当日午夜才接到校方电话通知，“当赶到医院时，发现孩子全身发紫已无鼻息”。澎湃新闻9月13日致电学校，工作人员表示不清楚这一事故。辖区镜洋派出所表示，警方正在调查男生具体死因，结果等待通报。
2007年开始，福建西山学校与向华夏银行贷款约6000万元。2014年，华夏银行希望学校协助银行为贷款客户提供过桥贷款。2015年，有相关公司未及时归还西山学校透支的850万元，导致西山学校陷入诉讼之中。2015年10月23日，福州市中级人民法院判决相关公司应偿还福清西山学校850万元并支付相应利息。通过法院执行，西山学校仅获得104万元的现金。福建西山学校在转贷的过程中先还款131.41万元，此后一年一签合同，通过“以贷还贷”“借新还旧”的方式不断掩盖这笔贷款。2023年年末，华夏银行方面向法院提起诉讼。2024年8月，福州台江法院判决福清西山学校应向华夏银行偿还借款本金981.77万元及罚息，相关担保人对该债务承担连带清偿责任。西山学校不服，提交上诉状。

## 荣誉称号
学校入选“中国民办十大知名品牌学校”；获“福建省达标高中”、“福建省义务教育管理标准化学校”、“福建省花园式学校”等荣誉称号。